# بول كاهيل
بول كاهيل (بالإنجليزية: Paul Cahill)‏ هو لاعب كرة قدم بريطاني في مركز الدفاع، ولد في 29 سبتمبر 1955 في ليفربول في المملكة المتحدة. لعب مع سان خوزيه إيرث كويكس وستوكبورت كونتي وكوفنتري سيتي ونادي ألدرشوت ونادي بورتسموث ونادي ترانمير روفرز.